# Plaza de San Roque (Guanajuato)
La Plaza de San Roque es una pequeña área pública frente al Templo de San Roque, del cual formaba parte, en el centro histórico de Guanajuato, México. La construcción del templo data desde 1726. La plaza se ha hecho conocida desde mitad del siglo XX por ser el escenario de los Entremeses Cervantinos, representación teatral al aire libre que daría lugar con el tiempo al Festival Internacional Cervantino. 

## La plaza
La pequeña plaza se extiende frente a la iglesia. Antes de la configuración actual del barrio, el espacio que hoy ocupa la plaza era el camposanto asociado al edificio religioso.  En el centro del espacio se construyó en 1952 una cruz de piedra rodeada por seis farolas de hierro forjado, que evoca la Cruz de Córdoba, España y se integra a la escenografía de las representaciones al aire libre.
La plaza también ha albergado la estatua de Enrique Ruelas para honrarlo como fundador del Entremés Cervantino, aunque ha sido reubicada varias veces, en distintos puntos del entorno. Actualmente se encuentra sobre un lateral del Templo de San Roque.

## El templo
La plaza forma un conjunto con el Templo de San Roque. La construcción del edificio actual data de 1726, pero sus orígenes fueron una capilla construida en 1651 por la "Cofradía de la Misericordia". La construcción es sencilla y corresponde a un estilo barroco simple.

## Entremeses Cervantinos
En 1953, la plaza empezó a albergar un evento llamado el Entremés Cervantino, dirigido por Enrique Ruelas, que con los años fue el origen del Festival Internacional Cervantino establecido en 1972. Ruelas vino a la ciudad en 1936 para estudiar derecho pero la arquitectura colonial lo impulsó a desarrollar producciones teatrales al aire libre en las cuales dicha arquitectura se utilizó como escenografía. De este modo, entre 1938 y 1940 ejecutó varias producciones con amigos. Después de varios años en el teatro de la Ciudad de México, la Universidad de Guanajuato lo invitó a que regresara a trabajar al distrito. Ruelas volvió a promover el teatro al aire libre al estilo cervantista, usando la Plaza de San Roque. Las producciones de Ruelas se tornaron populares, convirtiéndose en una tradición anual. Los Entremeses Cervantinos son pequeñas obras burlescas que en sus orígenes se utilizaban para entretener al público en los lapsos que demandaban los cambios escénicos de una representación teatral.